# (79254) Tsuda
(79254) Tsuda est un astéroïde de la ceinture principale.

## Description
(79254) Tsuda est un astéroïde de la ceinture principale. Il fut découvert le 23 décembre 1994 à Kuma Kogen par Akimasa Nakamura. Il présente une orbite caractérisée par un demi-grand axe de 2,49 UA, une excentricité de 0,10 et une inclinaison de 2,6° par rapport à l'écliptique.

## Compléments